# Antigny (Vienne)
Antigny – miejscowość i gmina we Francji, w regionie Nowa Akwitania, w departamencie Vienne.
Według danych na rok 1990 gminę zamieszkiwało 607 osób, a gęstość zaludnienia wynosiła 14 osób/km² (wśród 1467 gmin regionu Poitou-Charentes Antigny plasuje się na 486. miejscu pod względem liczby ludności, natomiast pod względem powierzchni na miejscu 57.).